# Comuna de Jastrzębia
Jastrzębia (polaco: Gmina Jastrzębia) é uma gminy (comuna) na Polónia, na voivodia de Mazóvia e no condado de Radomski. A sede do condado é a cidade de Jastrzębia.
De acordo com os censos de 2004, a comuna tem 6347 habitantes, com uma densidade 70,9 hab/km².

## Área
Estende-se por uma área de 89,51 km², incluindo:
- área agricola: 79%
- área florestal: 14%

## Demografia
Dados de 30 de Junho 2004:
|                      | Total   | Total | Mulheres | Mulheres | Homens  | Homens |
| -------------------- | ------- | ----- | -------- | -------- | ------- | ------ |
|                      | pessoas | %     | pessoas  | %        | pessoas | %      |
| População            | 6347    | 100   | 3137     | 49,4     | 3210    | 50,6   |
| Densidade (pop./km²) | 70,9    | 100   | 35       | 35       | 35,9    | 35,9   |

De acordo com dados de 2002, o rendimento médio per capita ascendia a 1248,91 zł. zł.

## Subdivisões
- Bartodzieje, Brody, Dąbrowa Jastrzębska, Dąbrowa Kozłowska, Goryń, Jatrzębia, Kozłów, Lesiów, Lewaszówka, Mąkosy Nowe, Mąkosy Stare, Olszowa, Owadów, Wojciechów, Wola Goryńska, Wola Owadowska, Wolska Dąbrowa, Wólka Lesiowska.

## Comunas vizinhas
- Głowaczów, Jedlińsk, Jedlnia-Letnisko, Pionki, Radom